# 뮤직브런치
뮤직브런치는 CJB Joy FM에서 안정은 아나운서가 진행하는 충북 전지역에 송출되는 프로그램이다.
| CJB JOY FM                    |                                                                                       |                    |
| 이전                          | 라디오매거진오늘 황수동입니다 (월요일 ~ 금요일) 안정은의 뮤직브런치 (토요일 ~ 일요일) | 다음               |
| 아름다운 이 아침 김창완입니다 | 라디오매거진오늘 황수동입니다 (월요일 ~ 금요일) 안정은의 뮤직브런치 (토요일 ~ 일요일) | 최화정의 파워타임  |
| 오전 9시 ~ 오전 11시          | 오전 11시 ~ 낮 12시 (월요일 ~ 금요일) 오전 11시 ~ 낮 12시 (토요일 ~ 일요일)           | 낮 12시 ~ 오후 2시 |
|                               |                                                                                       |                    |